# ورزشگاه ماندماکرس
ورزشگاه ماندماکرس (انگلیسی: Mandemakers Stadion) یک ورزشگاه فوتبال در شهر وال‌ویک، هلند است. این ورزشگاه که در سال ۱۹۹۶ تأسیس شده ۷٬۵۰۰ نفر ظرفیت دارد و ورزشگاه خانگی باشگاه فوتبال والویک محسوب می‌شود.

## نگارخانه

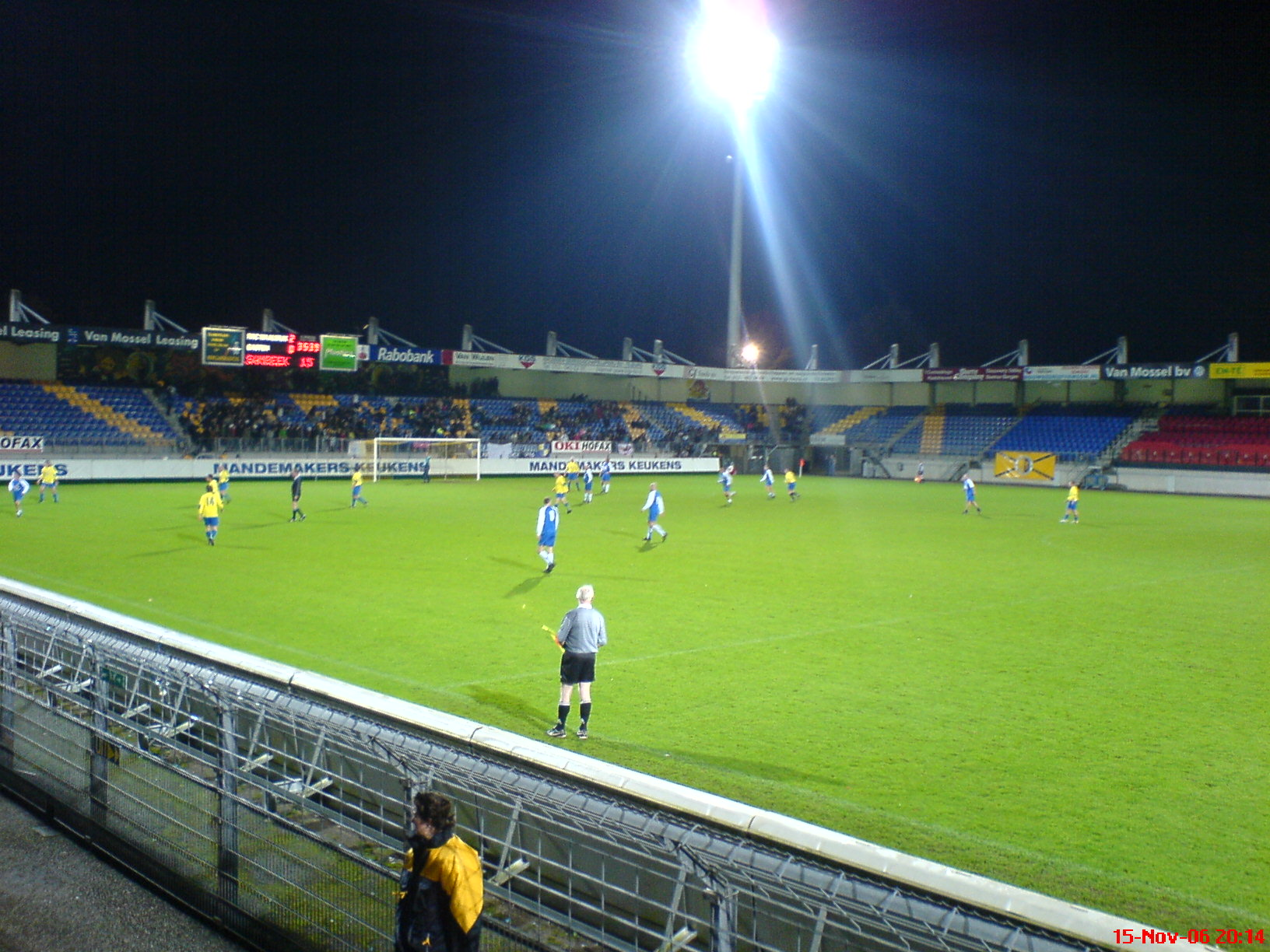
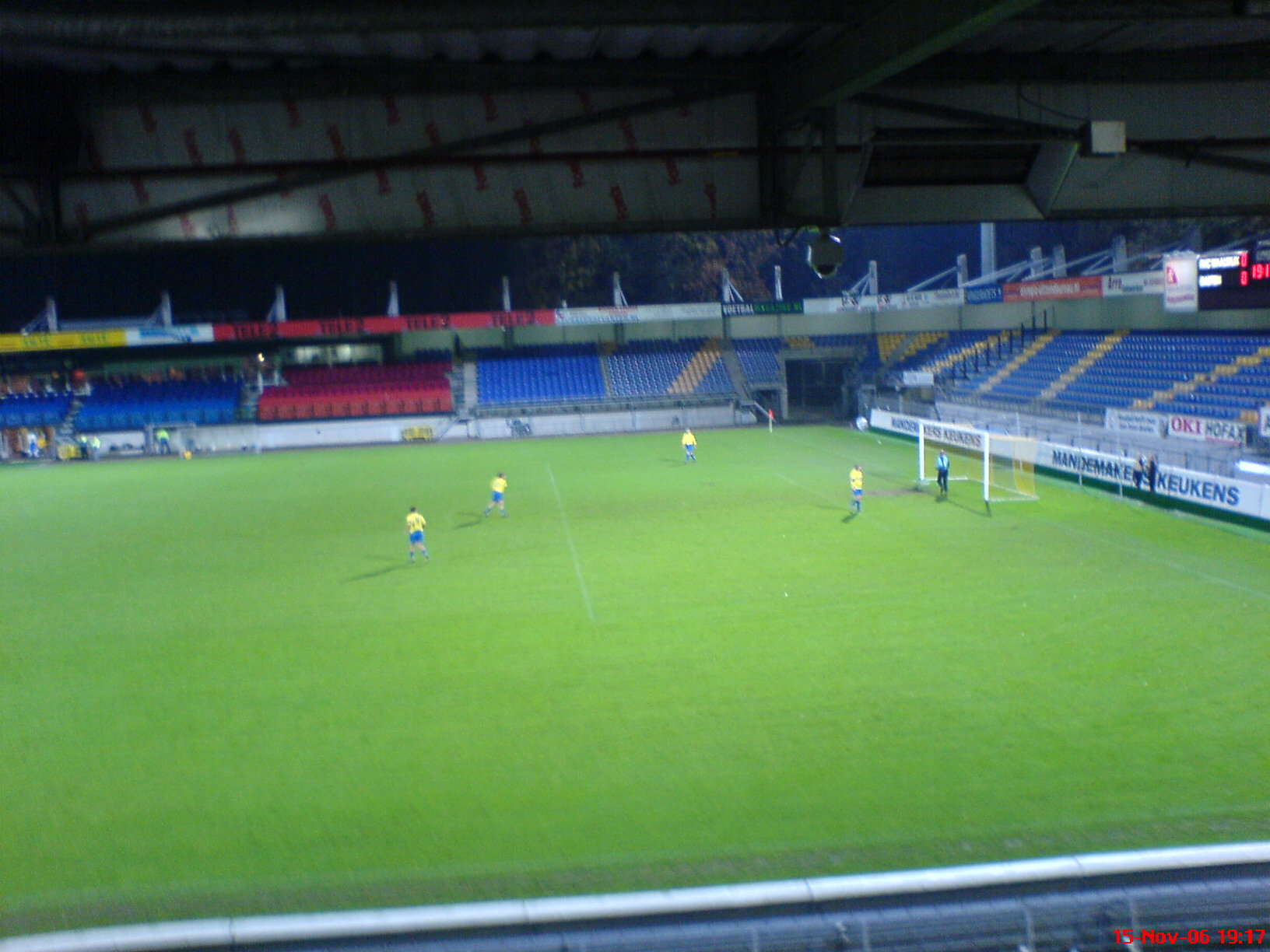